# Wiejski strój poznański
Wiejski strój poznański – polski strój ludowy występujący na terenie Poznania od lat 20. XX wieku do lat 80. XX wieku. Wykształcił się w środowisku poznańskich służących, które pochodziły z okolicznych wsi. Występował tylko w odmianie kobiecej.

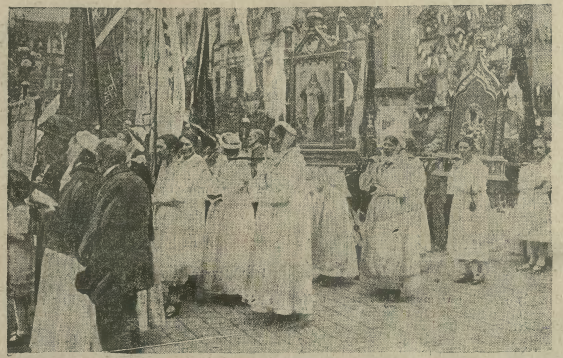
Wiejski strój poznański na procesji w Poznaniu w 1926 roku, źródło "Ilustrowany Kuryer Codzienny", 10.06.1926, r. 17, nr 157

## Historia
Wiejski strój poznański wykształcił się w środowisku miejskim oraz był wyróżnikiem kulturowym dziewcząt i kobiet, które przybywały do Poznania w poszukiwaniu pracy. Przyczyniły się do tego procesy społeczne zachodzące w Wielkopolsce od 1823 roku, kiedy została przeprowadzona reforma agrarna i uwłaszczenie ludności wiejskiej. Skutkiem tego było ubożenie ludności wiejskiej, która w poszukiwaniu dodatkowego źródła dochodu udawała się do miast w poszukiwaniu pracy. Ta tendencja utrzymywała się w okresie międzywojennym. Kobiety podejmowały pracę jako służące lub dochodzące pomoce domowe. Większość z nich pochodziła z okolic Poznania - Kościana, Śremu, Obornik, Szamotuł, Wrześni, Środy Wielkopolskiej. W Poznaniu współtworzyły one wyróżniającą się grupę zawodową, która identyfikowała się także poprzez sposób ubierania się, manifestując w ten sposób swoją przynależność regionalną. Dużą rolę w kształtowaniu się i funkcjonowaniu wiejskiego stroju poznańskiego odegrał Kościół katolicki. Dużo kobiet pracujących jako pomoce domowe należało do organizacji katolickich (m.in. Bractwo Różańcowe, Stowarzyszenie Św. Franciszka, Towarzystwo Katolickiej Służby Żeńskiej w Poznaniu, Stowarzyszenie Św. Zyty). Angażowały się czynnie w życie religijne, brały udział w procesjach Bożego Ciała.

## Opis

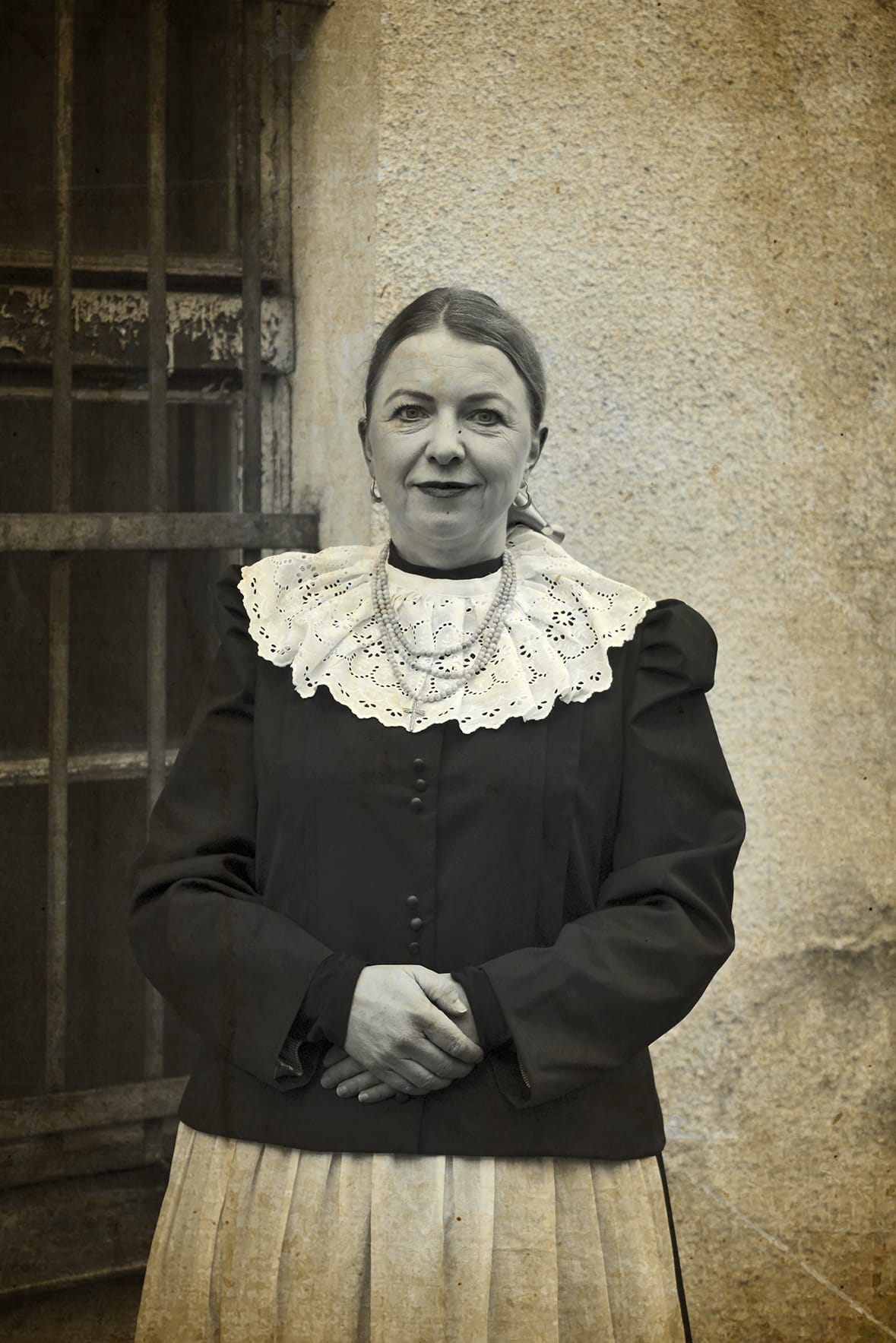
Wiejski strój poznański (rekonstrukcja)

Wiejski strój poznański charakteryzował się prostotą i stonowanymi kolorami. Składał się z "ubranka", czyli jaczki (kabatka) i spódnicy (spódnika) oraz z dodatków ("przystrojów") - czepka, kryzy, fartucha. Występował w wersji codziennej (roboczej) oraz odświętnej (uroczystej). Był zróżnicowany ze względu na wiek. Ze względu na krój i sposób noszenia zaliczany jest do grupy środkowowielkopolskich strojów ludowych.

### Ubiór codzienny
Ubiór codzienny występował w 2 wersjach: roboczym i wyjściowym "do miasta". Składał się z halki ("podspódnika") i spódnicy, wykonanych z płótna lub kretonu w kolorach niebieskim, szarym, niekiedy czerwonym i różowym. Na spódnicę zakładano fartuch z płótna w drobne paseczki. Na górę zakładano bluzkę i bawełnianą jaczkę w pastelowe kolory. Ubiór uzupełnił płócienny kryzik i korale, na głowę płócienna lub wełniana z frędzlami chustka. Zimą zakładano spódnicę z czarnej lub granatowej tkaniny wełnianej, pod spód dodatkową halkę z flaneli. Jaczka była watowana, szyta z czarnego lub granatowego materiału. Uzupełnieniem ubioru były czarne pończochy.

### Ubiór odświętny
Ubiór odświętny składał się z takich samych elementów jak ubiór codziennych. Były one wykonane z lepszych gatunkowo tkanin. Jaczka i spódnica tworzyły komplet ("ubranko") wykonany z tej samej tkaniny (zimowa jaczka była szyta z pluszu lub aksamitu). Zakładano fartuchy i kryziki wykonane z tiulu lub woalu. Odmianą było "ubranko brązowe", w którym chodzono na nabożeństwa (wielkopostne, pierwszopiątkowe). Do niego zakładano fartuch wykonany z tafty w kolorze intensywnej zieleni. Drugą odmianą był ubiór żałobny, całkowicie czarny.

### Ubiór uroczysty
Ubiór uroczysty był zakładany na uroczystości kościelne (procesja Bożego Ciała, odpusty) przez kobiety niosące sztandary lub feretrony. Obowiązywała zasada ujednolicenia ubioru. Młode panny zakładały "ubranko białe" wykonane z białego batystu, do którego noszono halkę, koszulkę i staniczek z białego płótna, wykończone koronkami. Zakładano biały, tiulowy i ręcznie haftowany fartuszek lub wykonany z błękitnego jedwabiu. Noszono ręcznie haftowany czepek i kryzik. Uzupełnieniem ubioru były korale, do których doczepiano z tyłu kokardę w kolorze białym lub niebieskim. Starsze kobiety lub mężatki zakładały "ubranko czarne". Pod koniec lat 30. XX w. upowszechniły się "ubranka" w kolorach: modrakowym, popielatym, granatowym i beżowym. Po 1945 r. upowszechnił się ubiór dwubarwny składający się z białej jaczki i ciemnogranatowej spódnicy.

## Elementy wiejskiego stroju poznańskiego

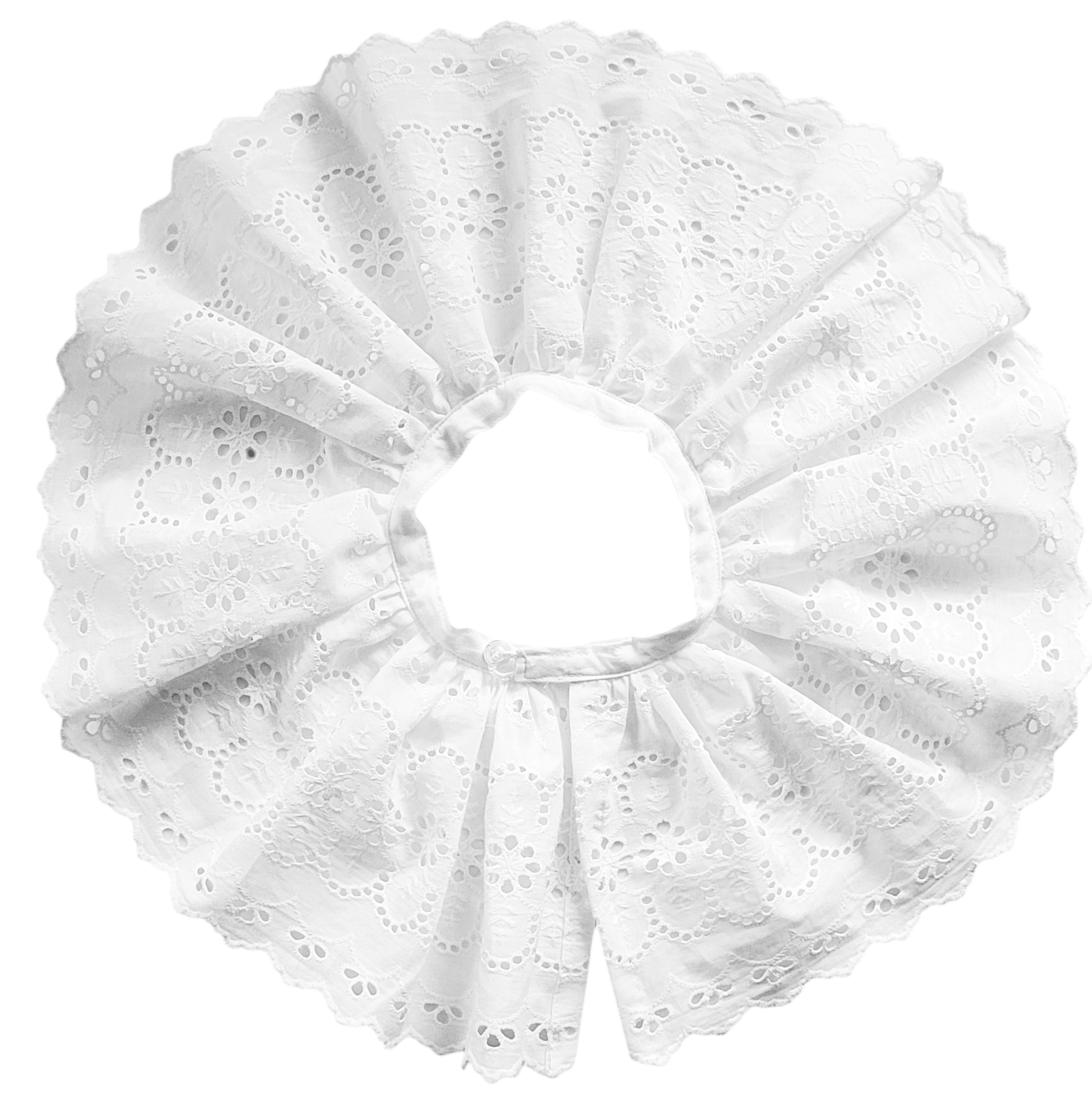
Kryzik z koronki fabrycznej do wiejskiego stroju poznańskiego, wykonany przez Annę Weronikę Brzezińską

- Koszulka - szyta z płótna lub barchanu w kolorze białym, z długimi rękawami, bez kołnierzyka. Noszona jako ubiór codzienny (roboczy) lub w ubiorach odświętnych i uroczystych pod spód jako ocieplenie[10].
- Stanik - szyty z batystu lub płótna w kolorze białym, bez rękawów. Dopasowany z przodu zaszewkami. Ozdobiony cieniutkim pasem koronki. Z przodu zapinany na guziki. Noszony do ubioru odświętnego i uroczystego[10].
- Spódnica spodnia ("podspódnik") - latem zakładano podspódnik z białego płótna, zimą z białej flaneli. Wykonany z 5 kawałków tkaniny.
- Spódnica ("spódnik") - latem zakładano spódnik z kretonu, płótna, wełny, jedwabiu, cienkiego batystu (woalu), zimą z wełny. Wykonany z 3-4 m tkaniny, w pasie układany w fałdki, wszyte w pasek zapinany na guzik. Występował w kolorach: czarnym, granatowym, błękitnym, niebieskim, modrakowym, turkusowym, beżowym, popielatym i brązowym (wyjątkowo)[11].
- Jaczka - okrycie wierzchnie noszone latem i zimą. Nazywane też kabatkiem. W wersji letniej szyty z popeliny, płótna, w wersji zimowej szyty z tkaniny wełnianej. Występował w kolorach: czarnym, granatowym, niebieskim, modrakowym, turkusowym, beżowym, popielatym i brązowym (wyjątkowo). Do ubioru uroczystego szyty z cienkiego batystu, nazywanego woalem[12].
- Fartuch - codzienny szyty z płótna w paski, odświętny ze sztucznego jedwabiu, płótna, batystu, tiulu (ręcznie haftowany). Wykonywano je także z płótna lub batystu zdobionego haftem maszynowym (dziurkowanym lub atłaskowym). Był w kolorach: biało-liliowy, biały, niebieski, różowy, modrakowy, szafirowy, turkusowy, zielony, brązowy. Kolory fartuchów dobierano do koloru "ubranka"[13].
- Chusty na głowę - codzienne, noszone zimą wykonane były z wełny lub pluszu, w kolorze czarnym. Chusty noszone latem były w kolorze kremowym, wykonane z cienkiej wełny. Chusty odświętne były wzorzyste (wzór tzw. turecki)[14].
- Czepki - ważny element ubioru odświętnego i uroczystego. Zakładany na głowę, pod brodą był przytrzymywany wstęgami (bandami) zawiązanymi w kokardę. Wykonywane były z tiulu, haftowanego ręcznie. Główka czepka otoczona była 1, 2 lub 3 "tiulkami" (ryżkami)[15].
- Krezy ("kryziki", "gorsiki") - wykonywane z płótna ozdobionego haftem maszynowym, koronki szydełkowej lub haftowane na tiulu. Szer. 12–15 cm, dł. 86–135 cm, marszczone i wszyte w stójkę zapinaną na guzik. Doczepiano do nich wstęgi jedwabne, gładkie lub we wzory kwiatowe[16].
- Pończochy - bawełniane, w kolorach białym, popielatym, beżowym lub czarnym[17].
- Obuwie - podczas pracy noszono laczki (pantofle domowe) lub drewniaki. Do ubiorów odświętnych i uroczystych zakładano trzewiki w kolorze czarnym zapinane na pasek lub sznurowane do kostek[17].
- Rękawiczki - białe, bawełniane, zdobione na wierzchu, zakładano je tylko do ubiorów odświętnych i uroczystych[17].
- Korale - wykonane z koralu (tzw. korale prawdziwe) w kolorze czerwonym lub z masy plastikowej, w kolorze bladoróżowym. Naszyjnik składał się z 3-5 sznurów, a najdroższe nawet z 7 sznurów. Do dolnego sznura doczepiany był krzyżyk lub medalik[18].
- Wstążka do korali - doczepiana z tyłu, jej kolor zależał od kolorystyki "ubranka". Jej końce zwisały poniżej pasa, miały długość 140–170 cm[18].

## Funkcje społeczno-kulturowe wg. Zofii Grodeckiej[19]
- Wyróżnienie grupy zawodowej (służące)
- Zaznaczenie przynależności regionalnej
- Oznaczenie wieku (strój kobiet starszych i strój młodych dziewcząt)
- Podtrzymywania tradycji
- Estetyczna
- Praktyczna
- Odświętna
- Uroczysta

## Badania nad wiejskim strojem poznańskim
Badania etnograficzne nad wiejskim strojem poznańskim rozpoczęła w latach 60. XX wieku dr Zofia Grodecka, kustoszka Muzeum Etnograficznego w Poznaniu. Prowadząc badania dot. stroju bamberskiego na terenie Poznania zauważyła, że jest grupa kobiet nosząca tradycyjny ubiór, który nie jest strojem bamberskim. Prowadziła wywiady z użytkowniczkami stroju, a także przeprowadziła kwerendy biblioteczne i archiwalne. Zgromadziła kolekcję 140 elementów stroju oraz bogate archiwum fotograficzne. W oparciu o swoje badania w 1982 r.obroniła doktorat pt. Dwa typy stroju ludowego na terenie Poznania w XIX i XX wieku oraz ich funkcje społeczno-kulturowe, a w 1986 r. na jego podstawie przygotowała książkę Stroje ludowe w dawnym i współczesnym Poznaniu.
Kolekcja muzealna w następnych latach była uzupełniania o kolejne dary (Towarzystwo Bambrów Poznańskich w 2006 r. przekazało 10 elementów, Muzeum Archidiecezjalne w Poznaniu w 2017 r. przekazało 37 elementów, osoba prywatna w 2018 r. przekazała 6 elementów). Jest to jedyna w Polsce kolekcja wiejskiego stroju poznańskiego. W 2018 roku w Muzeum Etnograficznym w Poznaniu została otwarta wystawa Znak polskości. Strój wiejski poznański i jego funkcja patriotyczna, na której po raz pierwszy zaprezentowano całą kolekcję.

## Rekonstrukcje

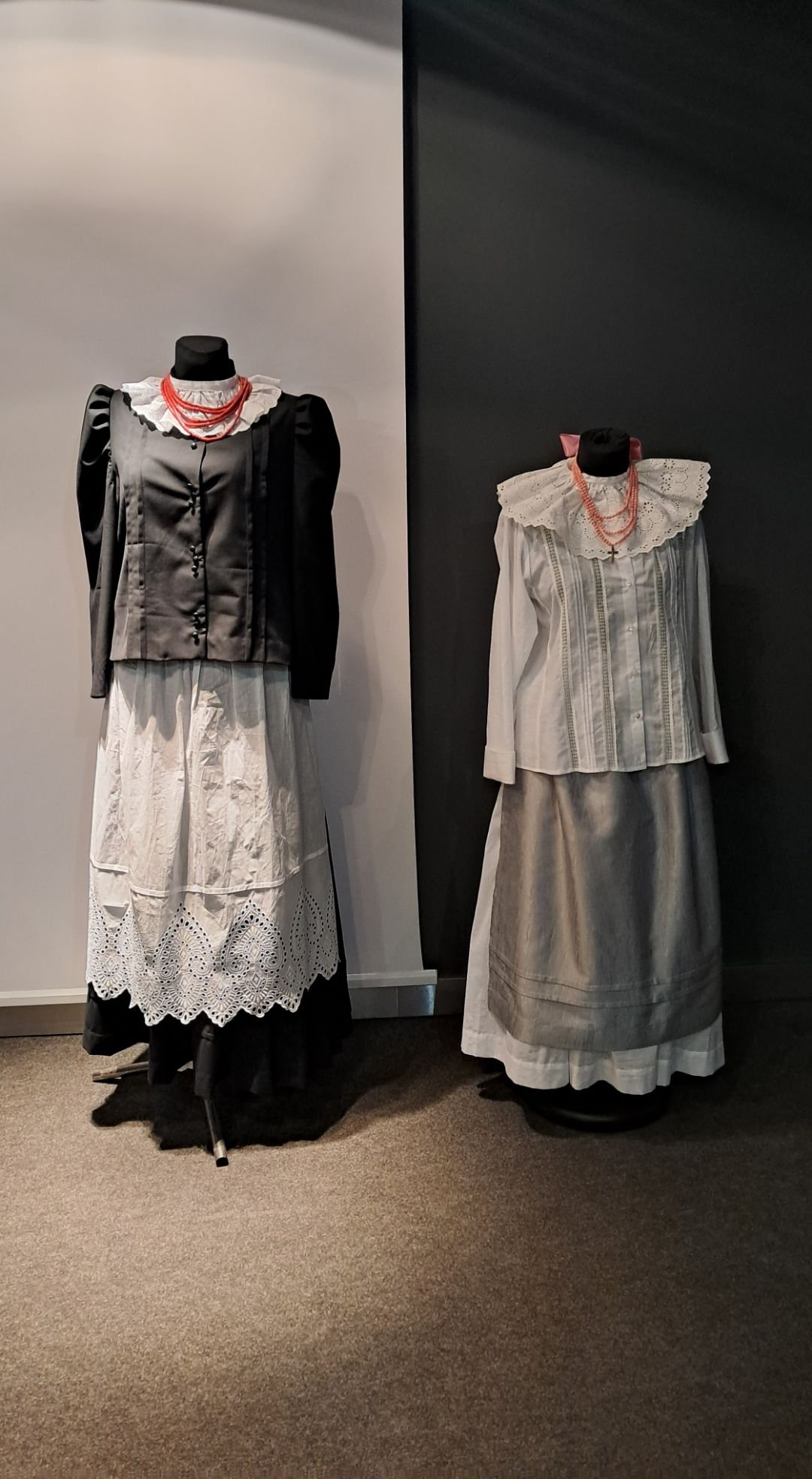
Dwa komplety wiejskiego stroju poznańskiego zrekonstruowane w 2024 roku przez Annę Weronikę Brzezińską

Pierwszej próby rekonstrukcji wiejskiego stroju poznańskiego podjął się Edward Jan Szuman, który pochodził z dawnej wsi podpoznańskiej Żegrze. W takim stroju chodziła jego babcia. Po przejściu na emeryturę zajął się haftowaniem, odtwarzając wzory ze starych fotografii. Wyhaftował 4 komplety wiejskiego stroju poznańskiego (czepce, kryzy, fartuchy) i przekazał je do Muzeum Archidiecezjalnego w Poznaniu. Kolejne 4 komplety wyhaftowane przez siebie przekazał w 1999 r. do Muzeum Etnograficznego w Poznaniu, które wykonało kopie spódnic i jaczek oraz zakupiło korale. Komplety zostały po raz pierwszy zaprezentowane w 1999 r. na Imieninach ul. Woźnej.
Wiejski strój poznański został także zrekonstruowany na potrzeby Zespołu Folklorystycznego "Wielkopolanie", który w swoim repertuarze scenicznym prezentuje folklor dawnych wsi miasta Poznania.
W 2024 r. Anna Weronika Brzezińska zrealizowała projekt, w ramach którego na podstawie fotografii i opisów Z. Grodeckiej zrekonstruowała 2 komplety wiejskiego stroju poznańskiego (ubranko czarne i ubranko białe). Dokumentacja fotograficzna została udostępniona w Cyfrowym Archiwum im. Józefa Burszty.